# パンドラ・プロジェクト
『パンドラ・プロジェクト』（The Pandora Project）は、1998年のアメリカ合衆国のアクションスリラー映画。ダニエル・ボールドウィン、エリカ・エレニアック、リチャード・タイソン出演。

## ストーリー
北アフリカにあるアメリカ軍のブラボー実験場が、謎の部隊に襲撃され「パンドラ・プロジェクト」とよばれる兵器実験に使われている、生物だけを殺す中性子爆弾が盗まれてしまう。CIA長官のギャレット・ハウトマンは、爆弾を唯一無力化できるマーティン・アドラーに連絡するが、アドラーはその部隊に消されてしまう。緊急事態として、ハウトマンは爆弾を取り戻せる人物としてジョン・レイシーを呼び出す。
ジョンはハウトマンから、部隊のリーダーがウィリアム・ステンウィックという、ジョンと同じ部隊に属していた男であると知らされる。その頃ステンウィックは、エンリケ・グティエレス中性子爆弾の売買を持ちかけていた。しかしエンリケは信用できないといい、ステンウィックはデモンストレーションを見てから考えるよう話す。ジョンはある村に向かうが、すでに中性子爆弾のデモンストレーションが実行され、村人全員が殺された後だった。そこにきた盗人の1人から、部隊のジープが北に向かったと聞き、そのエンリケの屋敷を目指す。その屋敷では、エンリケがステンウィックを脅して中性子爆弾を奪おうとしたが、逆に彼の部下に撃たれる。そして侵入者を探していた彼の部下がジョンを見つけ、ステンウィックに報告する。ステンウィックに再会したジョンは、彼から自分のやってきた任務記録が抹消された上に、職を追われたため中性子爆弾を売って金を稼ぎ、政府に対して復讐を果たす目的があると聞かされる。ジョンも計画に誘われるが拒み、爆弾を回収しにステンウィックに教えられた屋敷に侵入する。だがそれは罠で、すでにステンウィックらは撤収し、屋敷には爆弾が仕掛けられ爆破される。間一髪で脱出したジョンは、恋人でニュースキャスターのウェンディ・レーンの家に行き、電話でハウトマンにステンウィックから言われたことを話し、本当のことを言ってもらわない限り任務は続行しないと伝え、ハウトマンから詳細を聞く。
その後ステンウィックは、自分を追い込んだ女性議員を殺し、ジョンは彼との対決を決意する。

## キャスト
| 役名                          | 俳優                     | 日本語吹替 |
| ----------------------------- | ------------------------ | ---------- |
| ジョン・レイシー大佐          | ダニエル・ボールドウィン | 江原正士   |
| ウェンディ・レーン            | エリカ・エレニアック     | 日野由利加 |
| ウィリアム・ステンウィック    | リチャード・タイソン     | 大塚芳忠   |
| ギャレット・ハウトマンCIA長官 | トニー・トッド           | 玄田哲章   |
| マンソン                      | ボー・ジャクソン         | 松本大     |
| ブルース・ボビンズ            | ジェフ・イェーガー       | 成田剣     |
| エンリケ・グティエレス        | ロバート・ヘジス         | 宝亀克寿   |
| サム・デイヴィス              | スティーヴ・フランケン   | 佐々木敏   |
| スティーヴン・シューマー      | リチャード・タナー       | 小室正幸   |
| マーガレット・ワイルディング  | ミミ・コゼンス           | 寺内よりえ |
| モモ                          | マーク・アデアー＝リオス | 柳沢栄治   |
| 大統領                        | マーク・ヘイニング       | 伊藤和晃   |
| ティム・レイシー              | ブラッド・ロウ           | 渋谷茂     |
| マーティン・アドラー          | デイヴ・リチャーズ       | 辻親八     |

## スタッフ
- 監督・原案：ジョン・ターレスキー（英語版）、ジム・ウィノースキー
- 脚本・製作：ジョン・ターレスキー
- 製作総指揮：ポール・ハーツバーグ
- 撮影監督：アンドレア・V・ロソット
- プロダクションデザイナー：ギルバート・アラン
- 編集：ダニエル・ダンカン
- 衣裳デザイン：ジェイム・ボーン、マージョリ・マドゥーラ
- 音楽：デディ・ツァー